# Artémon de Cassandréia
Pour les articles homonymes, voir Artémon.
Artémon de Cassandréia (en grec Ἀρτέμων) est un grammairien grec de la seconde moitié du IIe siècle av. J.-C.

## Biographie
Très peu de choses sont connues de cet auteur. Il est originaire de la cité macédonienne de Cassandréia, fondée en 316 av. J.-C. Il cite le grammairien Dionysios Scytobrachion, et est donc postérieur à ce dernier.  

## Œuvre
Athénée de Naucratis, la seule source antique le citant, lui attribue trois ouvrages :  
- Περὶ συναγωγῆς βιβλίων, Sur sa collection de livres[1], dans lequel il prétend que les ouvrages traditionnellement attribués à l'historien Xanthos de Lydie sont du grammairien Dionysios Scytobrachion.
- Περὶ βιβλίων χρήσεως, De l'usage des livres[2], en au moins deux livres, peut-être identique au précédent. Athénée lui emprunte une digression sur les différentes manières des anciens de chanter les scolies, de courts poèmes lyriques, pendant les repas
- Περὶ Διονυσιακοῦ συστήματος, Sur le système dionysiaque[3], en au moins deux livres. Sont conservés des anecdotes ayant trait à la musique et aux musiciens : l'une sur le citharède Timothée de Milet, et l'autre sur le trépied, un instrument ingénieux utilisé par le musicien Pythagoras de Zacynthe.

Des rapprochements ont parfois été établis, mais sans certitude, avec certains auteurs homonymes :  
- Artémon, auteur d'une compilation de lettres d'Aristote[4]
- Artémon de Pergame, un grammairien cité dans une scholie de Pindare[4]

## Editions des fragments
- Pagani L., “Artemon [2]”, in: Lexicon of Greek Grammarians of Antiquity. Consulté en ligne le 23 octobre 2021.
- Müller K., Fragmenta Historicorum Graecorum, T4, Didot, 1851, p. 340-343